# Angola (Indiana)
Angola város az USA Indiana államában. Lakosainak száma 9340 fő (2020. április 1.).

## Népesség
A település népességének változása:

| 2010 | 8 612 |
| 2020 | 9 340 |